# سالی، لانکاشر
سالی (به انگلیسی: Sawley) یک روستا و محله مدنی در بریتانیا است که در Ribble Valley واقع شده‌است. سالی ۳۴۵ نفر جمعیت دارد.